# Leichtathletik-Hallenweltmeisterschaften 1999
Die 7. Leichtathletik-Hallenweltmeisterschaften fanden vom 5. bis 7. März 1999 in der japanischen Stadt Maebashi statt. Die Wettbewerbe wurden im Green Dome ausgetragen.
Es gab zwei neue Weltrekorde:
- Die US-amerikanische 4-mal-400-Meter-Staffel der Männer benötigte 3:02,83 min.
- Die russische 4-mal-400-Meter-Staffel der Frauen erreichte eine Zeit von 3:24,25 min.

## Männer

### 60 m
| Platz | Athlet              | Land | Zeit (s)   |
| ----- | ------------------- | ---- | ---------- |
| 1     | Maurice Greene      | USA  | 6,42 (WMR) |
| 2     | Tim Harden          | USA  | 6,43 (PB)  |
| 3     | Jason Gardener      | GBR  | 6,46 (AR)  |
| 4     | Matthew Shirvington | AUS  | 6,52 (AR)  |
| 5     | Deji Aliu           | NGR  | 6,58       |
| 6     | Donovan Powell      | JAM  | 6,59       |
| 7     | Jason Livingston    | GBR  | 6,63       |
| 8     | Bruny Surin         | CAN  | 6,64       |

Datum: 7. März, 16:40 Uhr

### 200 m
| Platz | Athlet           | Land | Zeit (s)    |
| ----- | ---------------- | ---- | ----------- |
| 1     | Frank Fredericks | NAM  | 20,10 (WMR) |
| 2     | Obadele Thompson | BAR  | 20,26 (AR)  |
| 3     | Kevin Little     | USA  | 20,48       |
| 4     | Francis Obikwelu | NGR  | 20,85       |
| 5     | Kōji Itō         | JPN  | 20,95       |
| 6     | Rohsaan Griffin  | USA  | 22,06       |

Datum: 6. März, 15:20 Uhr

### 400 m
| Platz | Athlet             | Land | Zeit (s)   |
| ----- | ------------------ | ---- | ---------- |
| 1     | Jamie Baulch       | GBR  | 45,73      |
| 2     | Milton Campbell    | USA  | 45,99      |
| 3     | Alejandro Cárdenas | MEX  | 46,02 (NR) |
| 4     | Troy McIntosh      | BAH  | 46,05 (NR) |
| 5     | Roxbert Martin     | JAM  | 46,85      |
| 6     | Lars Figura        | GER  | 47,06      |

Datum: 7. März, 14:25 Uhr

### 800 m
| Platz | Athlet          | Land | Zeit (min)   |
| ----- | --------------- | ---- | ------------ |
| 1     | Johan Botha     | RSA  | 1:45,47      |
| 2     | Wilson Kipketer | DEN  | 1:45,49      |
| 3     | Nico Motchebon  | GER  | 1:45,74      |
| 4     | Balázs Korányi  | HUN  | 1:46,47 (NR) |
| 5     | James Nolan     | IRL  | 1:47,77      |
| 6     | Savieri Ngidhi  | ZAM  | 1:47,79      |

Datum: 7. März, 16:00 Uhr

### 1500 m
| Platz | Athlet             | Land | Zeit (min)   |
| ----- | ------------------ | ---- | ------------ |
| 1     | Haile Gebrselassie | ETH  | 3:33,77 (CR) |
| 2     | Laban Rotich       | KEN  | 3:33,98      |
| 3     | Andrés Manuel Díaz | ESP  | 3:34,46      |
| 4     | William Tanui      | KEN  | 3:34,77 (PB) |
| 5     | Rui Silva          | POR  | 3:34,99 (NR) |
| 6     | Ali Hakimi         | TUN  | 3:37,88      |
| 7     | Adil Kaouch        | MAR  | 3:38,48      |
| 8     | Richard Boulet     | USA  | 3:39,93      |

Datum: 7. März, 14:50 Uhr

### 3000 m
| Platz | Athlet             | Land | Zeit (min) |
| ----- | ------------------ | ---- | ---------- |
| 1     | Haile Gebrselassie | ETH  | 7:53,57    |
| 2     | Paul Bitok         | KEN  | 7:53,79    |
| 3     | Million Wolde      | ETH  | 7:53,85    |
| 4     | Gennaro Di Napoli  | ITA  | 7:55,60    |
| 5     | Yousef El Nasri    | ESP  | 7:56,70    |
| 6     | Steve Holman       | USA  | 7:56,96    |
| 7     | Darren Lynch       | AUS  | 7:58,12    |
| 8     | Marco Antonio Rufo | ESP  | 7:58,24    |

Datum: 5. März, 16:55 Uhr

### 60 m Hürden
| Platz | Athlet              | Land | Zeit (s)  |
| ----- | ------------------- | ---- | --------- |
| 1     | Colin Jackson       | GBR  | 7,38 (CR) |
| 2     | Reggie Torian       | USA  | 7,40      |
| 3     | Falk Balzer         | GER  | 7,44      |
| 4     | Duane Ross          | USA  | 7,50      |
| 5     | Tomasz Ścigaczewski | POL  | 7,52      |
| 6     | Anier García        | CUB  | 7,59      |
| 7     | Elmar Lichtenegger  | AUT  | 7,69      |
| 8     | Igor Kováč          | SVK  | 7,81      |

Datum: 9. März, 19:00 Uhr

### 4 × 400 m Staffel
| Platz | Land                   | Athleten                                                      | Zeit (min)   |
| ----- | ---------------------- | ------------------------------------------------------------- | ------------ |
| 1     | Vereinigte Staaten     | Andre Morris Dameon Johnson Deon Minor Milton Campbell        | 3:02,83 (WR) |
| 2     | Polen                  | Piotr Haczek Jacek Bocian Piotr Rysiukiewicz Robert Maćkowiak | 3:03,01 (AR) |
| 3     | Vereinigtes Königreich | Allyn Condon Solomon Wariso Adrian Patrick Jamie Baulch       | 3:03,20 (NR) |
| 4     | Jamaika                | Michael McDonald Danny McFarlane Linval Laird Roxbert Martin  | 3:05,13 (NR) |
| 5     | Japan                  | Kazuhiro Takahashi Jun Osakada Masayoshi Kan Shunji Karube    | 3:06,22      |
| 6     | Frankreich             | Marc Foucan Emmanuel Front Bruno Wavelet Fred Mango           | 3:06,37 (NR) |

Datum: 7. März, 17:40 Uhr

### Hochsprung
| Platz | Athlet               | Land | Höhe (m)  |
| ----- | -------------------- | ---- | --------- |
| 1     | Javier Sotomayor     | CUB  | 2,36 (WL) |
| 2     | Wjatscheslaw Woronin | RUS  | 2,36 (WL) |
| 3     | Charles Austin       | USA  | 2,33      |
| 4     | Martin Buß           | GER  | 2,30 (PB) |
| 5     | Staffan Strand       | SWE  | 2,25      |
| 6     | Andrij Sokolowskyj   | UKR  | 2,25      |
| 6     | Tomáš Janků          | CZE  | 2,25      |
| 6     | Stefan Holm          | SWE  | 2,25      |

Datum: 7. März, 13:00 Uhr

### Stabhochsprung
| Platz | Athlet            | Land | Höhe (m)  |
| ----- | ----------------- | ---- | --------- |
| 1     | Jean Galfione     | FRA  | 6,00 (CR) |
| 2     | Jeff Hartwig      | USA  | 5,95 (AR) |
| 3     | Danny Ecker       | GER  | 5,85      |
| 4     | José Manuel Arcos | ESP  | 5,70      |
| 4     | Igor Potapowitsch | KAZ  | 5,70      |
| 6     | Andrei Tivontchik | GER  | 5,70      |
| 6     | Romain Mesnil     | FRA  | 5,70      |
| 8     | Nick Hysong       | USA  | 5,50      |

Datum: 6. März, 12:30 Uhr

### Weitsprung
| Platz | Athlet          | Land | Weite (m) |
| ----- | --------------- | ---- | --------- |
| 1     | Iván Pedroso    | CUB  | 8,62 (CR) |
| 2     | Yago Lamela     | ESP  | 8,56 (AR) |
| 3     | Erick Walder    | USA  | 8,30      |
| 4     | Gregor Cankar   | SLO  | 8,28 (NR) |
| 5     | James Beckford  | JAM  | 8,16      |
| 6     | Bogdan Țăruș    | ROU  | 8,15      |
| 7     | Masaki Morinaga | JPN  | 8,07 (NR) |
| 8     | Bogdan Tudor    | ROU  | 7,88      |

Datum: 7. März, 15:30 Uhr

### Dreisprung
| Platz | Athlet               | Land | Weite (m)  |
| ----- | -------------------- | ---- | ---------- |
| 1     | Charles Friedek      | GER  | 17,18 (PB) |
| 2     | LaMark Carter        | USA  | 16,98      |
| 3     | Zsolt Czingler       | HUN  | 16,98      |
| 4     | Yoelbi Quesada       | CUB  | 16,92      |
| 5     | Ionuţ Pungă          | ROU  | 16,87      |
| 6     | Armen Martirosjan    | ARM  | 16,83      |
| 7     | Rogel Nachum         | ISR  | 16,24      |
| 8     | Takanori Sugibayashi | JPN  | 15,97      |

Datum: 5. März, 11:00 Uhr
Der Bulgare Rostislaw Dimitrow belegte mit 17,05 m den zweiten Platz, wurde aber wegen der Einnahme von Ephedrin disqualifiziert.

### Kugelstoßen
| Platz | Athlet                | Land | Weite (m)  |
| ----- | --------------------- | ---- | ---------- |
| 1     | Oleksandr Bahatsch    | UKR  | 21,41      |
| 2     | John Godina           | USA  | 21,06      |
| 3     | Jurij Bilonoh         | UKR  | 20,89      |
| 4     | Manuel Martínez       | ESP  | 20,79 (NR) |
| 5     | Arsi Harju            | FIN  | 20,38      |
| 6     | Paolo Dal Soglio      | ITA  | 20,10      |
| 7     | Pawel Tschumatschenko | RUS  | 19,82      |
| 8     | Andrej Michnewitsch   | BLR  | 19,44      |

Datum: 5. März, 15:30 Uhr

### Siebenkampf
| Platz | Athlet              | Land | Punkte    |
| ----- | ------------------- | ---- | --------- |
| 1     | Sebastian Chmara    | POL  | 6386 (WL) |
| 2     | Erki Nool           | EST  | 6374 (NR) |
| 3     | Roman Šebrle        | CZE  | 6319 (NR) |
| 4     | Tomáš Dvořák        | CZE  | 6309 (PB) |
| 5     | Jón Arnar Magnússon | ISL  | 6293 (NR) |
| 6     | Lew Lobodin         | RUS  | 6153      |
| 7     | Dezső Szabó         | HUN  | 6029      |

Datum: 6./7. März
Der Siebenkampf bestand aus 60-Meter-Lauf, Weitsprung, Kugelstoßen, Hochsprung, 60-Meter-Hürdenlauf, Stabhochsprung und 1000-Meter-Lauf.

## Frauen

### 60 m
| Platz | Athletin          | Land | Zeit (s)  |
| ----- | ----------------- | ---- | --------- |
| 1     | Ekaterini Thanou  | GRE  | 6,96 (WL) |
| 2     | Gail Devers       | USA  | 7,02      |
| 3     | Philomena Mensah  | CAN  | 7,07      |
| 4     | Savatheda Fynes   | BAH  | 7,09      |
| 5     | Joan Uduak Ekah   | NGR  | 7,10      |
| 6     | Petja Pendarewa   | BUL  | 7,12      |
| 7     | Endurance Ojokolo | NGR  | 7,19      |
|       | Inger Miller      | USA  | DQ        |

Datum: 7. März, 16:55 Uhr
Inger Miller, die mit einer Zeit von 7,06 s auf dem dritten Platz einlief, wurde wegen zu hoher Koffeinwerte disqualifiziert.

### 200 m
| Platz | Athletin               | Land | Zeit (s)   |
| ----- | ---------------------- | ---- | ---------- |
| 1     | Ionela Târlea          | ROU  | 22,39 (WL) |
| 2     | Swetlana Gontscharenko | RUS  | 22,69      |
| 3     | Pauline Davis          | BAH  | 22,70      |
| 4     | Oxana Ekk              | RUS  | 23,03      |
| 5     | Juliet Campbell        | JAM  | 23,11      |
| 6     | Birgit Rockmeier       | GER  | 23,74      |

Datum: 6. März, 15:05 Uhr

### 400 m
| Platz | Athletin          | Land | Zeit (s)   |
| ----- | ----------------- | ---- | ---------- |
| 1     | Grit Breuer       | GER  | 50,80 (WL) |
| 2     | Falilat Ogunkoya  | NGR  | 51,25 (PB) |
| 3     | Jearl Miles Clark | USA  | 51,45      |
| 4     | Ana Guevara       | MEX  | 51,55      |
| 5     | Sandie Richards   | JAM  | 51,75      |
| 6     | Deon Hennings     | JAM  | 52,04      |

Datum: 7. März, 14:15 Uhr

### 800 m
| Platz | Athletin               | Land | Zeit (min) |
| ----- | ---------------------- | ---- | ---------- |
| 1     | Ludmila Formanová      | CZE  | 1:56,90 CR |
| 2     | Maria de Lurdes Mutola | MOZ  | 1:57,17    |
| 3     | Natalja Zyganowa       | RUS  | 1:57,47 NR |
| 4     | Meredith Rainey Valmon | USA  | 1:59,11    |
| 5     | Hasna Benhassi         | MAR  | 1:59,57    |
| 6     | Stephanie Graf         | AUT  | 2:04,39    |

Datum: 7. März, 15:40 Uhr

### 1500 m
| Platz | Athletin          | Land | Zeit (min)   |
| ----- | ----------------- | ---- | ------------ |
| 1     | Gabriela Szabo    | ROU  | 4:03,23 (CR) |
| 2     | Violeta Szekely   | ROU  | 4:03,53 (PB) |
| 3     | Lidia Chojecka    | POL  | 4:05,86 (NR) |
| 4     | Olga Komjagina    | RUS  | 4:06,18 (PB) |
| 5     | Swetlana Kanatowa | RUS  | 4:06,20 (PB) |
| 6     | Andrea Šuldesová  | CZE  | 4:06,37 (PB) |
| 7     | Rocío Rodríguez   | ESP  | 4:10,17 (PB) |
| 8     | Kutre Dulecha     | ETH  | 4:11,91      |

Datum: 6. März, 14:55 Uhr

### 3000 m
| Platz | Athletin                | Land | Zeit (min)   |
| ----- | ----------------------- | ---- | ------------ |
| 1     | Gabriela Szabo          | ROU  | 8:36,42      |
| 2     | Zahra Ouaziz            | MAR  | 8:38,43 (AR) |
| 3     | Regina Jacobs           | USA  | 8:39,14 (AR) |
| 4     | Yamna Oubouhou-Belkacem | FRA  | 8:41,63 (NR) |
| 5     | Violeta Szekely         | ROU  | 8:47,80 (PB) |
| 6     | Olga Jegorowa           | RUS  | 8:49,34 (PB) |
| 7     | María Cristina Petite   | ESP  | 8:52,85 (PB) |
| 8     | Wang Chunmei            | CHN  | 8:53,44 (AR) |

Datum: 7. März, 14:35 Uhr

### 60 m Hürden
| Platz | Athletin          | Land | Zeit (s)  |
| ----- | ----------------- | ---- | --------- |
| 1     | Olga Schischigina | KAZ  | 7,86      |
| 2     | Glory Alozie      | NGR  | 7,87      |
| 3     | Keturah Anderson  | CAN  | 7,90 (NR) |
| 4     | Brigita Bukovec   | SLO  | 7,92      |
| 5     | Linda Ferga       | FRA  | 7,95 (PB) |
| 6     | Melissa Morrison  | USA  | 7,97      |
| 7     | Dionne Rose       | JAM  | 8,05      |
| 8     | Irina Korotja     | RUS  | 8,09      |

Datum: 5. März, 18:30 Uhr

### 4 × 400 m Staffel
| Platz | Land               | Athletinnen                                                                 | Zeit (min)   |
| ----- | ------------------ | --------------------------------------------------------------------------- | ------------ |
| 1     | Russland           | Tatjana Tschebykina Swetlana Gontscharenko Olga Kotljarowa Natalja Nasarowa | 3:24,25 (WR) |
| 2     | Australien         | Susan Andrews Tania Van Heer Tamsyn Lewis Cathy Freeman                     | 3:26,87 (AR) |
| 3     | Vereinigte Staaten | Monique Hennagan Michelle Collins Zundra Feagin-Alexander Shanelle Porter   | 3:27,59 (AR) |
| 4     | Deutschland        | Anja Knippel Anja Rücker Ulrike Urbansky Grit Breuer                        | 3:29,06      |
| 5     | Jamaika            | Lorraine Graham Deon Hemmings Beverly Grant Sandie Richards                 | 3:30,16 (NR) |
| 6     | Japan              | Sachiko Kiso Sakie Nobuoka Miho Sugimori Mariko Miura                       | 3:41,47      |

Datum: 7. März, 17:15 Uhr

### Hochsprung
| Platz | Athletin             | Land | Höhe (m)  |
| ----- | -------------------- | ---- | --------- |
| 1     | Christina Kaltschewa | BUL  | 1,99 (PB) |
| 2     | Zuzana Hlavoňová     | CZE  | 1,96      |
| 3     | Tisha Waller         | USA  | 1,96      |
| 4     | Monica Iagăr-Dinescu | ROU  | 1,93      |
| 5     | Maria Melová         | SVK  | 1,93      |
| 6     | Julija Ljachowa      | RUS  | 1,90      |
| 7     | Wiktorija Serjogina  | RUS  | 1,90      |
| 8     | Miki Imai            | JPN  | 1,85      |

Datum: 5. März, 15:20 Uhr

### Stabhochsprung
| Platz | Athletin         | Land | Höhe (m)  |
| ----- | ---------------- | ---- | --------- |
| 1     | Nastja Ryjikh    | GER  | 4,50 (CR) |
| 2     | Vala Flosadóttir | ISL  | 4,45 (NR) |
| 3     | Nicole Humbert   | GER  | 4,35      |
| 3     | Zsuzsanna Szabó  | HUN  | 4,35      |
| 5     | Melissa Mueller  | USA  | 4,35      |
| 6     | Emma George      | AUS  | 4,35      |
| 7     | Pavla Hamáčková  | CZE  | 4,35      |
| 8     | Stacy Dragila    | USA  | 4,35      |

Datum: 5. März, 8:30 Uhr

### Weitsprung
| Platz | Athletin            | Land | Weite (m) |
| ----- | ------------------- | ---- | --------- |
| 1     | Tatjana Kotowa      | RUS  | 6,86 (PB) |
| 2     | Shana Williams      | USA  | 6,82 (PB) |
| 3     | Iwa Prandschewa     | BUL  | 6,78      |
| 4     | Niki Xanthou        | GRE  | 6,65      |
| 5     | Tünde Vaszi         | HUN  | 6,59      |
| 6     | Guan Yingnan        | CHN  | 6,59      |
| 7     | Magdalena Christowa | BUL  | 6,55      |
| 8     | Dawn Burrell        | USA  | 6,49      |

Datum: 6. März, 13:30 Uhr

### Dreisprung
| Platz | Athletin           | Land | Weite (m)  |
| ----- | ------------------ | ---- | ---------- |
| 1     | Ashia Hansen       | GBR  | 15,02 (WL) |
| 2     | Iwa Prandschewa    | BUL  | 14,94 (NR) |
| 3     | Šárka Kašpárková   | CZE  | 14,87 (NR) |
| 4     | Teresa Marinowa    | BUL  | 14,76 (PB) |
| 5     | Paraskevi Tsiamita | GRE  | 14,63 (NR) |
| 6     | Jelena Lebedenko   | RUS  | 14,59      |
| 7     | Yamilé Aldama      | CUB  | 14,47 (AR) |
| 8     | Jelena Donkina     | RUS  | 14,30      |

Datum: 7. März, 13:00 Uhr

### Kugelstoßen
| Platz | Athletin            | Land | Weite (m) |
| ----- | ------------------- | ---- | --------- |
| 1     | Swetlana Kriweljowa | RUS  | 19,08     |
| 2     | Krystyna Zabawska   | POL  | 19,00     |
| 3     | Teri Steer-Tunks    | USA  | 18,86     |
| 4     | Connie Price-Smith  | USA  | 18,82     |
| 5     | Nadine Kleinert     | GER  | 18,51     |
| 6     | Yumileidi Cumbá     | CUB  | 17,80     |
| 7     | Li Meisu            | CHN  | 16,63     |
| 8     | Yoko Toyonaga       | JPN  | 15,73     |

Datum: 6. März, 14:30 Uhr
Die beiden erstplatzierten Wita Pawlysch aus der Ukraine (21,43 m) und Irina Korschanenko aus Russland (20,56 m) wurden wegen positiver Dopingtests disqualifiziert.

### Fünfkampf
| Platz | Athletin                | Land | Punkte    |
| ----- | ----------------------- | ---- | --------- |
| 1     | Le Shundra Nathan       | USA  | 4753 (WL) |
| 2     | Irina Belowa            | RUS  | 4691      |
| 3     | Urszula Włodarczyk      | POL  | 4596      |
| 4     | Remigija Nazarovienė    | LTU  | 4505      |
| 5     | Jane Jamieson           | AUS  | 4490 (AR) |
| 6     | Nathalie Teppe          | FRA  | 4472 (NR) |
| 7     | Natalja Roschtschupkina | RUS  | 4382      |
| 8     | Mona Steigauf           | GER  | 4380      |

Datum: 5. März
Der Fünfkampf bestand aus 60-Meter-Hürdenlauf, Hochsprung, Kugelstoßen, Weitsprung und 800-Meter-Lauf.

## Erklärungen
- WR: Weltrekord
- WMR: Weltmeisterschaftsrekord
- AR: Kontinentalrekord
- NR: nationaler Rekord
- WL: Weltjahresbestleistung
- PB: persönliche Bestleistung

## Medaillenspiegel
| Medaillenspiegel | Medaillenspiegel       | Medaillenspiegel | Medaillenspiegel | Medaillenspiegel | Medaillenspiegel |
| Platz            | Land                   | Gold             | Silber           | Bronze           | Gesamt           |
| ---------------- | ---------------------- | ---------------- | ---------------- | ---------------- | ---------------- |
| 1                | Vereinigte Staaten     | 3                | 8                | 8                | 19               |
| 2                | Russland               | 3                | 3                | 1                | 7                |
| 3                | Rumänien               | 3                | 1                | –                | 4                |
| 4                | Deutschland            | 3                | –                | 4                | 7                |
| 5                | Vereinigtes Königreich | 3                | –                | 2                | 5                |
| 6                | Äthiopien              | 2                | –                | 1                | 3                |
| 7                | Kuba                   | 2                | –                | –                | 2                |
| 8                | Polen                  | 1                | 2                | 2                | 5                |
| 9                | Tschechien             | 1                | 1                | 2                | 4                |
| 10               | Bulgarien              | 1                | 1                | 1                | 3                |
| 11               | Ukraine                | 1                | –                | 1                | 2                |
| 12               | Frankreich             | 1                | –                | –                | 1                |
|                  | Griechenland           | 1                | –                | –                | 1                |
|                  | Kasachstan             | 1                | –                | –                | 1                |
|                  | Namibia                | 1                | –                | –                | 1                |
|                  | Südafrika              | 1                | –                | –                | 1                |
| 17               | Kenia                  | –                | 2                | –                | 2                |
|                  | Nigeria                | –                | 2                | –                | 2                |
| 19               | Spanien                | –                | 1                | 1                | 2                |
| 20               | Australien             | –                | 1                | –                | 1                |
|                  | Barbados               | –                | 1                | –                | 1                |
|                  | Dänemark               | –                | 1                | –                | 1                |
|                  | Estland                | –                | 1                | –                | 1                |
|                  | Island                 | –                | 1                | –                | 1                |
|                  | Marokko                | –                | 1                | –                | 1                |
|                  | Mosambik               | –                | 1                | –                | 1                |
| 27               | Ungarn                 | –                | –                | 2                | 2                |
|                  | Kanada                 | –                | –                | 2                | 2                |
| 29               | Bahamas                | –                | –                | 1                | 1                |
|                  | Mexiko                 | –                | –                | 1                | 1                |